# Kreis Ialomița

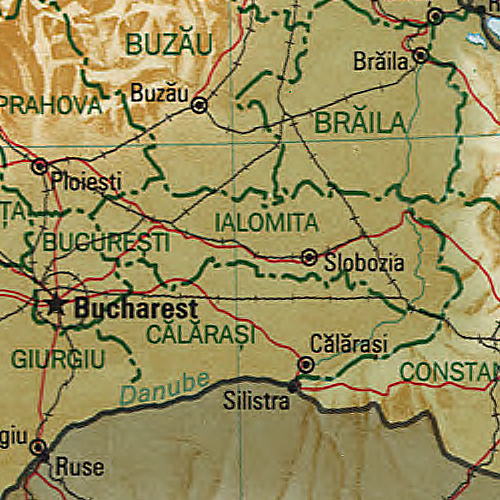
Karte des Kreises Ialomița

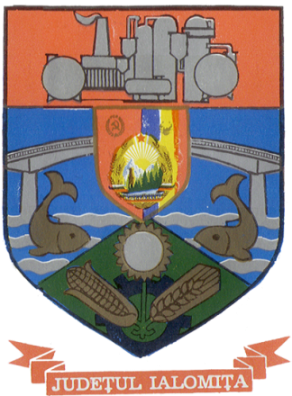
Wappen des Kreises Ialomița, zur Zeit des Realsozialismus

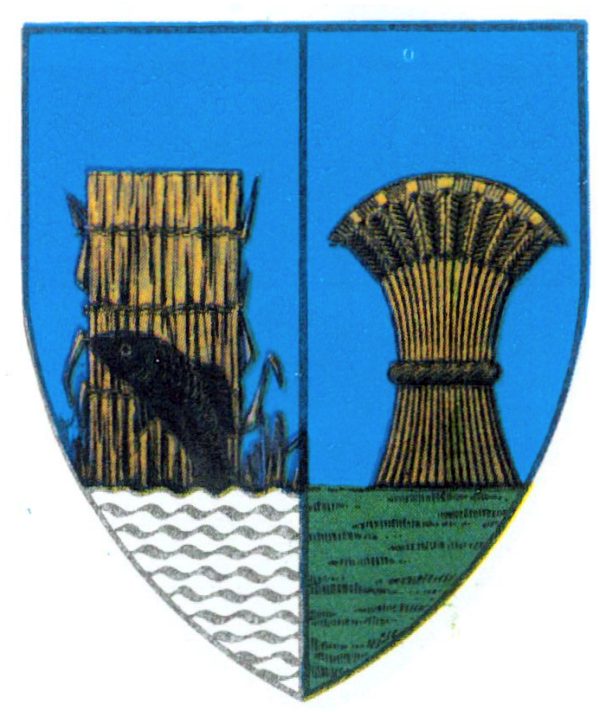
Wappen des Kreises Ialomița, in der Zwischenkriegszeit

Ialomița [ˈjalomitsa] (Ausspracheⓘ) ist ein rumänischer Kreis (Județ) in der Region Walachei mit der Kreishauptstadt Slobozia. Seine gängige Abkürzung und das Kfz-Kennzeichen sind IL.
Der Kreis Ialomița grenzt im Norden an die Kreise Prahova, Buzău und Brăila, im Osten an den Kreis Constanța, im Süden an den Kreis Călărași und im Westen an den Kreis Ilfov.

## Demographie
Im Jahr 2002 hatte der Kreis 296.572 Einwohner und eine Bevölkerungsdichte von 67 Einwohnern pro km². 95,6 % davon waren Rumänen, 4,1 % waren Roma und 0,2 % waren Lipowaner.
2011 hatte der Kreis Ialomița 274.148 Einwohner, somit eine Bevölkerungsdichte von 62 Einwohner pro km². 88,18 % waren Rumänen, 5,2 % Roma und 0,13 % Lipowaner.

## Geographie
Der Kreis hat eine Gesamtfläche von 4453 km², dies entspricht 1,86 % der Fläche Rumäniens.

## Städte und Gemeinden
Der Kreis Ialomița besteht aus offiziell 140 Ortschaften. Davon haben 7 den Status einer Stadt, 59 den einer Gemeinde. Die übrigen sind administrativ den Städten und Gemeinden zugeordnet.

### Größte Orte
| Stadt/Gemeinde            | Einwohnerzahl |
| ------------------------- | ------------- |
| Slobozia                  | 41.550        |
| Fetești                   | 27.465        |
| Urziceni                  | 13.380        |
| Țăndărei                  | 12.761        |
| Bărbulești                | 07.878        |
| Amara                     | 06.805        |
| Făcăeni                   | 04.899        |
| Fierbinți-Târg            | 04.620        |
| Bordușani                 | 04.414        |
| Manasia                   | 04.197        |
| Coșereni                  | 04.195        |
| Bărcănești                | 03.536        |
| Perieți                   | 03.482        |
|                           |               |
| Căzănești                 | 02.938        |
| (Stand: 1. Dezember 2021) |               |